# التزلج المتعرج

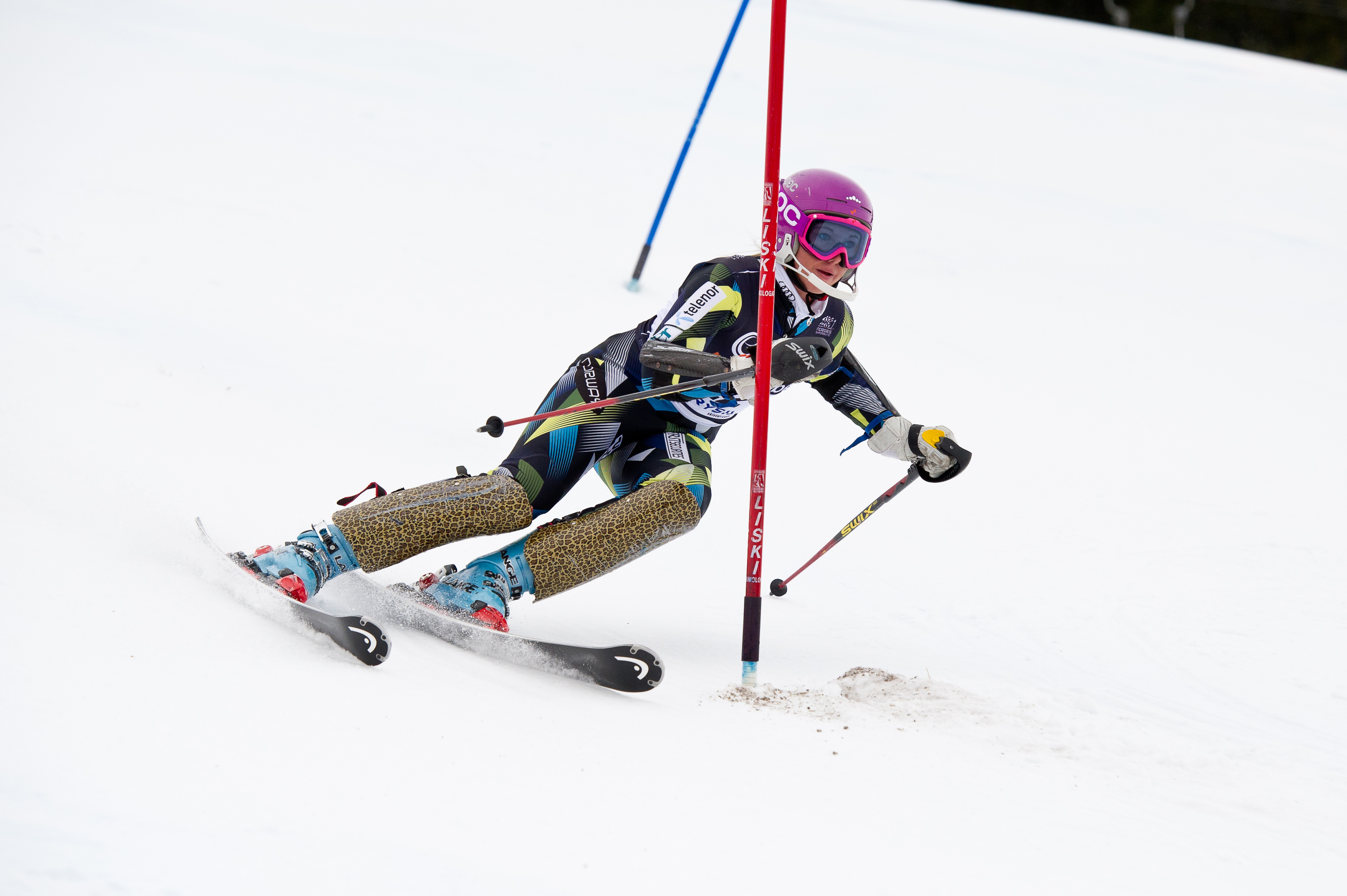
التزلج المتعرج غالباً تكون في فصل الشتاء وفي المناسبات الرياضية

التزلج المتعرج هو أحد أشكال التزلج على المنحدرات الجليدية يقتضي التزلج بين أقطاب (بوابات) تقترب كثيرًا من بعضها أكثر منه في التزلج المتعرج العملاق أو سوبر جي أو سباق التزلج على المنحدرات مما يسبب منعطفات أسرع وأقصر. وقد يشير أيضًا التزلج المتعرج إلى تزلج على الماء باستخدام أداة تزلج واحدة. وعلى غرار وصف جبال الألب، يجب على المتزلج المرور حول عوامات على أي من جانبي قارب القطر.

## منشأ المصطلح
جاءت كلمة التزلج المتعرج "Slalom" من اللهجة المورجيدالية/السليوردية التي تنتمي إلى اللغة النرويجية «سلالام» "slalåm": وتعني «سلا» التلال المائلة قليلاً بينما تعني «لام» السير بعد التزلج. صنف مخترعو التزلج الحديث مساراتهم حسب درجة صعوبتها. التزلج المتعرج يعد مسارًا مستخدمًا في مقاطعة تلمارك من قِبل الصبية والفتيات الذين لا تتوفر لديهم القدرة بعد على خوض سباقات بأنفسهم أكثر تحديًا من ذلك. أوفسيلام (Ufsilåm) عبارة عن مسار يحتوي على عقبة واحدة (أوفسي) (ufse) مثل قفزة أو حاجز أو منعطف صعب أو ممر ضيق أو جرف (غالبًا ما يزيد الارتفاع عن 10 متر) والمزيد. أوفيردسلام عبارة عن مسار يحتوي على عدة عقبات.

## التعريف الأمثل
يشكل التزلج المتعرج والتزلج المتعرج الضخم «الأحداث الفنية» في سباق التزلج على المنحدرات الجليدية. تفصل بينهما هذه الفئة من حيث «سرعة الأحداث» مثل سوبر جي وسباق التزلج على المنحدرات.
تتكون دورة السباق بتخطيط سلسلة من البوابات. تشكل البوابات بتبديل أزواج من الأقطاب الحمراء والزرقاء. وعلى المتزلج المرور بين القطبين المشكلين للبوابة. (وبوصف أدق، يجب أن تتلامس أطراف أداة التزلج وقدم المتزلج بين الأقطاب). يوجد بدورة السباق من 55 إلى 75 بوابة للرجال ومن 40 إلى 60 بوابة للنساء.
بالنسبة للتزلج المتعرج تكون الإزاحة الرأسية بين البوابات حوالي 9 أمتار (30 قدمًا) والإزاحة الأفقية حوالي 2 متر (6.5 قدم)، على الرغم من أن تلك الأرقام قد تغيرت في الآونة الحديثة بسبب التطورات الفنية الكبيرة التي طرأت على معدات التزلج (تحديدًا، الانحناء الجانبي) الذي أحدث ثورة في عالم الرياضة. ترتب هذه البوابات في تشكيلات مختلفة حتى تمثل تحديًا للمتزلج بما يشمل بوابات التأخير والتوليفات الرأسية المعروفة بالدبابيس الطرق الجارفة. والدبوس عبارة عن سلسلة من البوابات تشتمل على بوابتين واحدة منهما فقط تغلق. والطريق الجارف عبارة عن سلسلة من البوابات تشتمل على ثلاث بوابات أو أكثر واحدة منها فقط تغلق. وقد وضعت الهيئة المنظمة على مستوى العالم المتمثلة في الاتحاد الدولي للتزلج (FIS) (Federation Internationale de Ski) مجموعة من القوانين التي تحدد تفاصيل المواصفات المسموح بها أو المقررة للدورات الرسمية.
ونظرًا لأن الإزاحات في التزلج المتعرج صغيرة نسبيًا، يتخذ المتزلجون خطوطًا مباشرة بدرجة معتدلة وغالبًا ما يضربون على الأقطاب فيبعدونها عن الطريق الذي يمرون منه، فيما يعرف بالصد. (ويتمثل أسلوب الصد الأساسي في التزلج المتعرج الحديث في الصد المتقاطع، الذي يتخذ فيه المتزلج خطًا رفيعًا ويميل بقوة بحيث يستطيع/تستطيع صد البوابة باليد المواجهة للداخل. وتستخدم في التزلج المتعرج الحديث معدات حماية متنوعة مثل واقيات الساق واليدين والخوذ وواقيات الوجه.
وتدار القواعد الحاكمة للتزلج المتعرج دوليًا من قِبل الاتحاد الدولي للتزلج. وفي الولايات المتحدة الأمريكية تدار سباقات التزلج أو التزلج المتعرج عن طريق جمعية التزلج والتزحلق على ألواح الجليد الأمريكية.
وبالنسبة لهؤلاء الذين يعيشون في مناخات دافئة، يعرف التزلج المتعرج على أنه التزلج على الماء باستخدام زلاجة واحدة خلال الدورة فيما يشبه طريقة التزلج على المنحدرات إلى حد كبير. ويندفع القارب خلال العوامات الموجودة بالمنتصف بينما يقطع المتزلج المياه من جانب لآخر حول العوامة في كل تمريرة.

## نبذة تاريخية
لقد تطورت القواعد المنظمة للتزلج المتعرج الحديث من قِبل السيد أرنولد لون (Arnold Lunn) عام 1922 بالنسبة لبطولات التزلج الوطنية البريطانية التي سعى لها الاتحاد الدولي للتزلج عام 1928، وعمل بها حتى الأولمبيات الشتوية 1936. وبموجب تلك القواعد، كانت أزواج الأعلام توضع على البوابات لتمييزها بدلاً من الأعلام المنفردة، التي كانت ترص بطريقة تسمح للمتسابق باستخدام منعطفات بأطوال مختلفة لإنجازها وكان يعتمد تسجيل النقاط على الوقت فقط وليس الوقت والأداء.

### الإبداع وتغيير القواعد
في الثمانينيات من القرن العشرين، استبدلت أقطاب الخيزران بأقطاب مفصلية من البلاستيك المقوى اخترعت في 1979 بواسطة بيتر لايهي (Peter Laehy) وستيفان داج (Stefan Dag) من شركة آسبين بيسد رابيدجيت (Aspen based rapidgat). وسمحت البوابات الجديدة للمتزلجين باتخاذ طريق مباشر بدرجة أكبر أسفل دورة التزلج المتعرج من خلال عملية الصد المتعارض أو «تسلق» البوابات. ويتمثل الصد المتعارض في التفاف قدم المتزلج حول البوابة متجهًا ناحية البوابة بأعلى جسده وذراعه الخارجي متجهًا للأمام والأقطاب الأمامية تضرب البوابة وواقيات الساق تضربها أيضًا لأسفل. أجبرت الطبيعة القاسية لبوابات الخيزران المتزلجين على المناورة بأجسادهم بالكامل حول كل بوابة بينما كانت تتطلب البوابات المفصلية دوران أداة تزلج وحذاء المتزلج حول كل بوابة (كما تفرض قواعد الاتحاد الدولي للتزلج)، بحيث يمر الجسم من خلال أو داخل القطب. في أوائل التسعينيات من القرن العشرين، أزيلت الأعلام بالكامل من بوابات التزلج المتعرج في المسابقات الدولية.

## المعدات
مع اختراع أداة التزلج «المشكلة» حول منعطف القرن الواحد والعشرين، تغيرت المعدات المستخدمة في التزلج المتعرج في المسابقات الدولية بدرجة كبيرة جدًا. اعتاد متزلجو كأس العالم التزلج على أداة التزلج المتعرج بطول 203-207 سنتيمتر في ثمانينيات وتسعينيات القرن العشرين ولكن بحلول الأولمبيات الشتوية 2002 في سولت ليك استخدم معظم المتسابقين أدوات تزلج بطول 160 سنتيمترًا أو أقل.
كان أحد عيوب أداة التزلج القصيرة التي وجدها الرياضيون هو صعوبة الاستردادات مع مداس المنصة الصغير. ولتحقيق السلامة للرياضيين، بدأ الاتحاد الدولي للتزلج في تحديد أدنى طول لأداة التزلج للمنافسات الدولية للتزلج المتعرج. وصل الحد الأدنى إلى 155 سنتيمترًا للرجال و150 سنتيمترًا للنساء، ولكن زاد ليصل إلى 165 سنتيمترًا للرجال و155 سنتيمترًا للنساء وذلك في موسم 2003-2004.
سرع الأمريكي بودي ميلر (Bode Miller) من التحول إلى استخدام الأداة الأقصر ذات الانحناء الجانبي الحاد عندما حقق نجاحًا غير متوقع بعدما أصبح أول أولمبي ناشئ يستخدم هذه الأداة في التزلج المتعرج الضخم وسوبر جي عام 1996. وبعدها بسنوات قليلة، انتقلت هذه التقنية إلى أداة التزلج المتعرج أيضًا.